# Фтия
Вижте пояснителната страница за други значения на Фтия.
За астероида вижте 189 Фтия.
Фтия (гръцки: Φθίη) е град в Древна Гърция. Намирал се е в южната част на Магнезия, от двете страна на планината Отрис. Той е родното място на мирмидонците, които взели участие в Троянската война, водени от Ахил.
Основан е от Еак, дядо на Ахил и е дом на неговия баща Пелей и майка му Тетида.